# Lagocephalus laevigatus
Lagocephalus laevigatus е вид лъчеперка от семейство Tetraodontidae. Видът не е застрашен от изчезване.

## Разпространение и местообитание
Разпространен е в Американски Вирджински острови, Ангола, Ангуила, Антигуа и Барбуда, Аржентина, Барбадос, Бахамски острови, Белиз, Бенин, Бермудски острови, Бразилия, Британска индоокеанска територия, Венецуела, Габон, Гамбия, Гана, Гваделупа, Гватемала, Гвиана, Гвинея, Гвинея-Бисау, Гренада, Демократична република Конго, Доминика, Доминиканска република, Екваториална Гвинея, Западна Сахара, Кабо Верде, Кайманови острови, Камерун, Канада, Колумбия, Коста Рика, Куба, Либерия, Мавритания, Мартиника, Мексико, Монсерат, Намибия, Нигерия, Никарагуа, Панама, Пуерто Рико, Сао Томе и Принсипи, САЩ, Свети Мартин, Сейнт Винсент и Гренадини, Сейнт Китс и Невис, Сейнт Лусия, Сенегал, Сиера Леоне, Синт Мартен, Суринам, Того, Тринидад и Тобаго, Търкс и Кайкос, Уругвай, Фолкландски острови, Френска Гвиана, Хаити, Хондурас, Чили, Южна Африка и Ямайка.
Обитава полусолени водоеми и морета. Среща се на дълбочина от 10 до 1270 m, при температура на водата от 5,8 до 26,8 °C и соленост 33,2 – 36,4 ‰.

## Описание
На дължина достигат до 1 m, а теглото им е максимум 4870 g.